# كارين فوسدن
الأستاذة الجامعية كارين هيذر فوسدن، (من مواليد 19 يوليو 1957) هي باحثة طبية بريطانية. تُعرف بعملها على البروتين الكاتم للأورام، المُسمى p53، ولا سيما اكتشافها للدور التنظيمي الهام لبروتين Mdm2، الذي يُعتبر هدفاً جذاباً للعوامل المضادة للسرطان. من عام 2003 إلى عام 2016، كانت مديرة معهد بيتسون لبحوث السرطان في غلاسكو، في المملكة المتحدة، وعادت إلى لندن في عام 2016 لتتولى دور رئيسة العلماء في منظمة المملكة المتحدة لأبحاث السرطان ودور مديرة مجموعة في معهد فرانسيس كريك.

## تعليمها
بعد التحاقها بمدرسة غرافسيند للقواعد الخاصة بالبنات، حصلت فوسدن على درجة البكالوريوس في العلوم في علم الوراثة والأحياء الدقيقة (عام 1978) وعلى درجة الدكتوراه من كلية الملكة ماري، وجامعة لندن بأطروحة عن استخدام طفرات الجينات الكاتمة لدراسة زيادة الحمض النووي الريبوزي الناقل في نقل الحمض النووي في فطريات المورث.

## حياتها المهنية
شاركت فوسدن أبحاث ما بعد الدكتوراه الأولى الخاصة بها مع كريس مارشال في معهد أبحاث السرطان، لندن، المملكة المتحدة (1981-1985) ودوغلاس لوي في المعهد الوطني للسرطان، بيثيسدا، الولايات المتحدة (1985-1987).
من عام 1987 إلى عام 1995، قادت فوسدن مجموعة فيروس الورم الحليمي البشري في معهد لودفيج لأبحاث السرطان، لندن، المملكة المتحدة. في عام 1995، انضمت إلى المعهد الوطني للسرطان في فريدريك، الولايات المتحدة الأمريكية، حيث عملت على التوالي كرئيسة قسم التسرطن الجزيئي في برنامج أبحاث ABL-Basic (1995 - 1997)، ومديرة مختبر علم الفيروسات الجزيئي والتسرطن (1997 – 1998)، والمديرة المؤقتة لبرنامج أبحاث ABL-Basic (1998 – 1999)، ورئيسة مختبر تنظيم نمو الخلايا، قسم العلوم الأساسية (1999-2002).
من عام 2003 إلى عام 2016، كانت مديرة معهد بيتسون لبحوث السرطان في المملكة المتحدة في غلاسكو، المملكة المتحدة، حيث أشرفت على توسعة كلفت 15 مليون جنيه إسترليني. كما قادت مجموعة أبحاث المعهد الخاصة بكتم الأورام.
منذ عام 2016، عادت إلى لندن لتتولى منصب رئيسة العلماء في منظمة المملكة المتحدة لأبحاث السرطان ودور مديرة مجموعة في معهد فرانسيس كريك. في عام 2018، تم انتخابها كزميلةٍ أجنبيةٍ للأكاديمية الوطنية للعلوم.

## أبحاثها

### فيروسات الورم الحليمي البشري
ركزت أعمال فوسدن الأولى على البيولوجيا الجزيئية لفيروسات الورم الحليمي البشري (HPVs) المرتبطة بسرطان عنق الرحم. حيث حددت، مع دوغلاس لوي وآخرين، البروتينات الورمية الفيروسية التي يحتاجها فيروس الورم الحليمي البشري HPV -16 لإدخال الخلايا الطلائية في خلودٍ بيولوجي. كما كانت أيضاً جزءً من مجموعة أظهرت أنّ E6، أحد البروتينات HPV-16 الورمية، يرتبط ببروتين p53 البشري الكاتم للأورام في الجسم الحي، مما يؤدي لانحلاله.

### بروتين p53 الكاتم للأورام
تركزت أبحاث فوسدن الحديثة على بروتين p53 الذي يُسمى أحياناً "حارس الجينوم"، يلعب p53 دوراً مهماً في منع تطور الأورام عن طريق تحريض الخلايا المعرضة للإجهاد، مثل تلف الحمض النووي، على قتل نفسها عبر آلية الاستماتة. كان عمل فوسدن مهماً في تحديد آلية هذه العملية. حيث اكتشفت هي وكاتسونوري ناكانو عنصراً أساسياً في مسار الاستماتة المُحفزة من قبل بروتين p53، ألا وهو بروتين PUMA (المغير غير المنظم للاستماتة).
لمنع تنشيطه بشكل غير طبيعي، يتم التحكم بـ p53 بشكل صارم في الخلية العادية. اكتشف فوسدن أن العنصر الرئيسي في هذا التنظيم هو البروتين Mdm2. حيث أظهرت مع آلان وايزمان وآخرين، أنّه عبارة عن بروتين يوبيكويتين ليغيز يستهدف بروتين p53 للانحلال بواسطة الجسيم البروتيني، مما يضمن بقاء مستويات البروتين منخفضة عندما لا تكون الخلية تحت الإجهاد.
يمكن لإعادة تنشيط بروتين P53 أن تمنع نمو بعض الأورام، مما يجعل من بروتين Mdm2 هدفاً جذاباً لعلاج السرطان. نظراً لأن بروتين Mdm2 يستهدف عدداً صغيراً فقط من البروتينات لتدميرها، فقد يكون للبروتين المثبط آثار جانبية قليلة. ركّزت فوسدن في أبحاثها الحديثة على فحص بنية بروتين Mdm2 والبحث عن الجزيئات التي تُثبطه؛ فقد أظهرت مجموعة من المركبات منخفضة الوزن الجزيئي (اكتشفت بالتعاون مع قسم الكيمياء في جامعة غلاسكو) في الآونة الأخيرة أملاً واعداً في دراسات الزراعة الخلوية. كما تم اكتشاف مثبطات بروتين Mdm2 من قبل باحثين في مركز هوفمان لا روش ومعهد كارولينسكا.
يمكن لبروتين p53 أن يساعد أيضاً في منع أو إصلاح أضرار طفيفة للجينوم في ظل ظروف الإجهاد المنخفضة. اكتشفت مجموعة فوسدن مؤخراً بروتيناً جديداً يُنظم من قبل p53، يُطلق عليه اسم TIGAR (T-p53 مُحرض تحلل الجلوكوز ومنظم عملية الاستماتة)، والذي يمكنه تقليل الإجهاد التأكسدي في الخلايا وقد يتوسط في جزء من هذا التأثير لبروتين p53.

## جوائزها
فوسدن هي زميلة في الجمعية الملكية (2003)، والجمعية الملكية لإدنبره (2004)، وأكاديمية العلوم الطبية (2006)؛ كما تم انتخابها كعضو في المنظمة الأوروبية لعلم الأحياء الجزيئي في عام 2004. منحها معهد أبحاث السرطان شهادة الدكتوراه الفخرية في العلوم (الطب) في عام 2006. ألقت محاضرة السير فريدريك جولاند هوبكنز التذكارية للجمعية الكيميائية الحيوية في عام 2008. حصلت على الميدالية الملكية من الجمعية الملكية في إدنبره في عام 2009. وحصلت على رتبة قائدة فائقة الامتياز ضمن الإمبراطورية البريطانية في عام 2010.
في عام 2004، ضمّت صحيفة The Scotsman فوسدن إلى قائمة أكثر 25 امراةٍ اسكوتلندية نفوذاً.